# Conistra galardi
Conistra galardi är en fjärilsart som beskrevs av Du Dresnay 1939. Conistra galardi ingår i släktet Conistra och familjen nattflyn. Inga underarter finns listade i Catalogue of Life.